# Der Weg des Herzens
Der Weg des Herzens ist ein österreichischer Spielfilm aus dem Jahr 1936 unter der Regie von Willy Schmidt-Gentner. Magda Schneider, Willy Eichberger und Hilde von Stolz spielen die Hauptrollen. Der österreichische Originaltitel lautet Prater. 

## Handlung
Der junge Maler Fred und sein Freund, der Volkssänger Nicki, besuchen im Wiener Prater die Vorstellung eines Zauberkünstlers. Dessen Assistentin Tini hat sie neugierig gemacht. So bekommen die beiden jungen Männer auch mit, dass der Magier Tini dafür verantwortlich macht, dass einige seiner Zaubertricks misslingen. Tini wird von ihm daraufhin entlassen. Für Fred und Nicki ist es Ehrensache, sich um die junge Frau zu kümmern. Da Nicki selbst einen Auftritt im Prater hat, kümmert sich Fred darum, Tini von ihren trüben Gedanken abzubringen. Während beide über den Prater schlendern, begegnen ihnen Freds Schwester Valerie und ihr Freund, Baron Castelli. Fred ist wenig begeistert, hält er doch nicht viel von Castelli, der einen in zweifelhaftem Ruf stehenden Spielsalon führt. Castelli wiederum interessiert sich zum Unmut der eifersüchtigen Valerie auffällig für Tini.
Es dauert nicht lange und Tini zieht in ein kleines Dachzimmer neben Freds Atelier. Fred hat Mietschulden, weil seine Bilder keine Käufer finden. Seine Wirtin erwartet, dass er die ausstehenden Mietzahlungen so schnell wie möglich begleicht. Andernfalls müsse auch die unangemeldete Untermieterin Tini die Wohnung verlassen. Tini will nun Freds Schwester Valerie um finanzielle Hilfe bitten. Als sie Valerie aufsucht, gerät sie in einen Streit zwischen ihr und Baron Castelli hinein. Valerie wirft dem Baron vor, dass er sich immer wieder für andere Frauen interessiere. Tini wird nun zum Objekt ihrer Eifersucht und Valeries aufgestaute Aggressionen entladen sich über der völlig überraschten jungen Frau. Tini flieht und trifft vor dem Haus auf Castelli, der ihr seine Hilfe anbietet. Er kenne viele einflussreiche Leute und wolle sie mit jemandem bekanntmachen, der sich für die Bilder ihres Freundes Fred interessiere. Dafür müsse sie aber entsprechend gekleidet sein und so lässt sich Tini, wenn auch mit einem unguten Gefühl, ein teures Kleid von ihm bezahlen. Castellis Versuche, sich Tini zu nähern, sind jedoch von keinem Erfolg gekrönt, auch wenn Castelli mit ihr zahlreiche Lokale aufsucht und sie langsam betrunken macht. Bei einem erneuten Lokalwechsel wird der Baron von der Polizei gestellt. Als man ihn aufgrund eines vorliegenden Haftbefehls festnehmen will, entzieht er sich seiner Verhaftung, indem er Selbstmord begeht. 
Erst spät am Abend treffen Fred und Tini aufeinander. Fred, der Tini im Auto des Barons gesehen hatte, ist erbost und macht der jungen Frau bittere Vorwürfe. Zum Schluss lässt er sie in der Dunkelheit allein zurück. Tini sieht ohne Fred keinen Sinn mehr in ihrem Leben und will sich gegen Morgen in der Donau das Leben nehmen. Im letzten Moment wird sie gerettet. Fred hat unterdessen die Hintergründe erfahren und weiß, dass Tini ihn nicht mit dem Baron betrogen hat. Er sucht sie im Krankenhaus auf, wo es zur Versöhnung kommt.

## Produktionsnotizen
Die Dreharbeiten begannen Anfang Mai 1936. Die Uraufführung des Films fand am 11. September 1936 in Wien statt. Die Erstaufführung in Deutschland war am 4. August 1937 im Atrium in Berlin.
Der Film wurde am 22. Juli 1937 (B.45803) mit einem Jugendverbot belegt. In Österreich wurde am 20. November 1936 (B.44013) ebenfalls ein Verbot ausgesprochen. 
Produktionsfirma war die Mondial-Film, Mondial Internationale Filmindustrie AG (Wien), für den Kinoverleih in Deutschland war die Siegel-Monopolfilm zuständig. Hans Grimm war für den Ton zuständig, Julius von Borsody für die Bauten.
Die Musiktitel des Films heißen Liebe ist mein Schicksal und Schenk' mir von Dir ein Foto.